# Intelligente transportsystemer
Betegnelsen intelligente transportsystemer (ITS) dækker over systemer og services, der kan medvirke til en mere effektiv trafikafvikling og øget trafiksikkerhed.

## ITS i infrasturkturen
ITS kan benyttes til at registrere og formidle den aktuelle trafiksituation. Dette dækker over indsamling af information om den aktuelle trafikafvikling. Denne information kan formidles videre via tavler på vejen, trafikradio og internettet, så trafikanterne kan optimere rejseplaner og rutevalg. Denne information behøver ikke være begrænset til allerede observeret trafik, men kan også være om forventede kødannelser og andre hændendelse, som påvirker trafikken.
Tavlerne behøver ikke kun benyttes til at informere, men kan benyttes til at justere hastighedsgrænser, begrænse mængde af trafik fra ramper (rampedosering) og inddragelse nødspor.
Styring af lyssignaler, så der etableres "grønne bølger", er også baseret på ITS.
I udlandet benyttes ITS også til at lave såkaldte "vendbare vognbaner", hvor kørselsretningen i nogle baner skifter afhængig af behovet.

## ITS i køretøjet
Mange biler er i dag bygget med intelligente systemer, der hjælper føren, f.eks. ABS, ESP, afstandssensorer og vognbaneskiftalarm. Hertil kommer systemer, der overvåger kørslen, som f.eks. intelligent farttilpasning (ISA) og sorte bokse.
Rutevejledningsystemer, der baserer sig på GPS, er også ITS. Disse systemer kan laves, så de tager højde for de aktuelle trafiksituationer. Herudover kan systemerne i de enkelte kørertøjer udveksle information om trafikken.

## ITS til opkrævning af vejafgifter mv.
ITS kan benyttes til opkrævning af vejafgift. I Danmark benyttes vejafgifter på Storebæltsbroen og Øresundsbroen.
I udlandet er ITS også brugt til Road pricing, hvor afgiften kan afhænge tidspunkt, sted og køretøjstype. Bompenge kendes fra London, hvor vejnettet opdeles i forskellige betalingszoner.